# ベトナム戦争終結のための全米動員委員会
ベトナム戦争終結のための全米動員委員会（ベトナムせんそうしゅうけつのためのぜんべいどういんいいんかい、National Mobilization Committee to End the War in Vietnam）は、1966年11月にアメリカ合衆国で結成された反戦運動家の集団である。ベトナム戦争に反対する大規模なデモを主導した。非公式に"Mobe"と呼ばれていた。
Mobeに関わった人物や団体には、ベンジャミン・スポックとSANE、シドニー・ペック、エリック・ワインバーガー、デイヴィッド・デリンジャー、ジェリー・ルービン、ジェームズ・ベヴェル、ステュー・アルバート、A・J・マスティ、マーティン・ルーサー・キング・ジュニア、コレッタ・スコット・キング、レニー・デイビス、カレン・ウォルド、フレッド・ハルステッド、ブラッドフォード・リトル、チャールズ・オーウェン・ライス、ベトナム・サマー、ロバート・グリーンブラット（Mobeのコーディネーター）、トム・ヘイデンなどがある。

## 歴史

### 結成
1966年9月10日から11日にかけて、オハイオ州クリーブランドで11月8日動員委員会(November 8 Mobilization Committee)として結成された。この組織は、同年11月26日のクリーブランドでの会議でベトナム戦争終結のための春季動員委員会(Spring Mobilization Committee to End the War in Vietnam)に改組された。ジェームズ・ベヴェルが代表を務めた。

### 1967年4月15日のデモ
1967年4月15日、Mobeが開催したニューヨークのセントラル・パークから国連本部までのベトナム戦争反対デモには、数十万人が参加した。マーティン・ルーサー・キング・ジュニア、ハリー・ベラフォンテ、ジェームズ・ベヴェル、ベンジャミン・スポックらが演説を行い、行進に参加した。『ニューヨーク・タイムズ』によれば、多くのデモ参加者が自身の徴兵カードを燃やしたという。サンフランシスコでも同時にデモが行われ、コレッタ・スコット・キング、エルドリッジ・クレヴァー、ジュリアン・ボンドらが演説を行った。
ニューヨークのデモで最後に演説を行ったベヴェルは、次の大規模デモはワシントンD.C.で行うと発言した。この発言を受けて、Mobeは1967年5月20日から21日にワシントンD.C.で会議を開き、700人の反戦活動家が参加した。この会議において、ベトナム反戦運動の今後の方針が示され、同年秋に再び行われる大規模反戦デモを計画・主導するための組織として、Mobeは「ベトナム戦争終結のための全米動員委員会」に改組された。

### ペンタゴン大行進

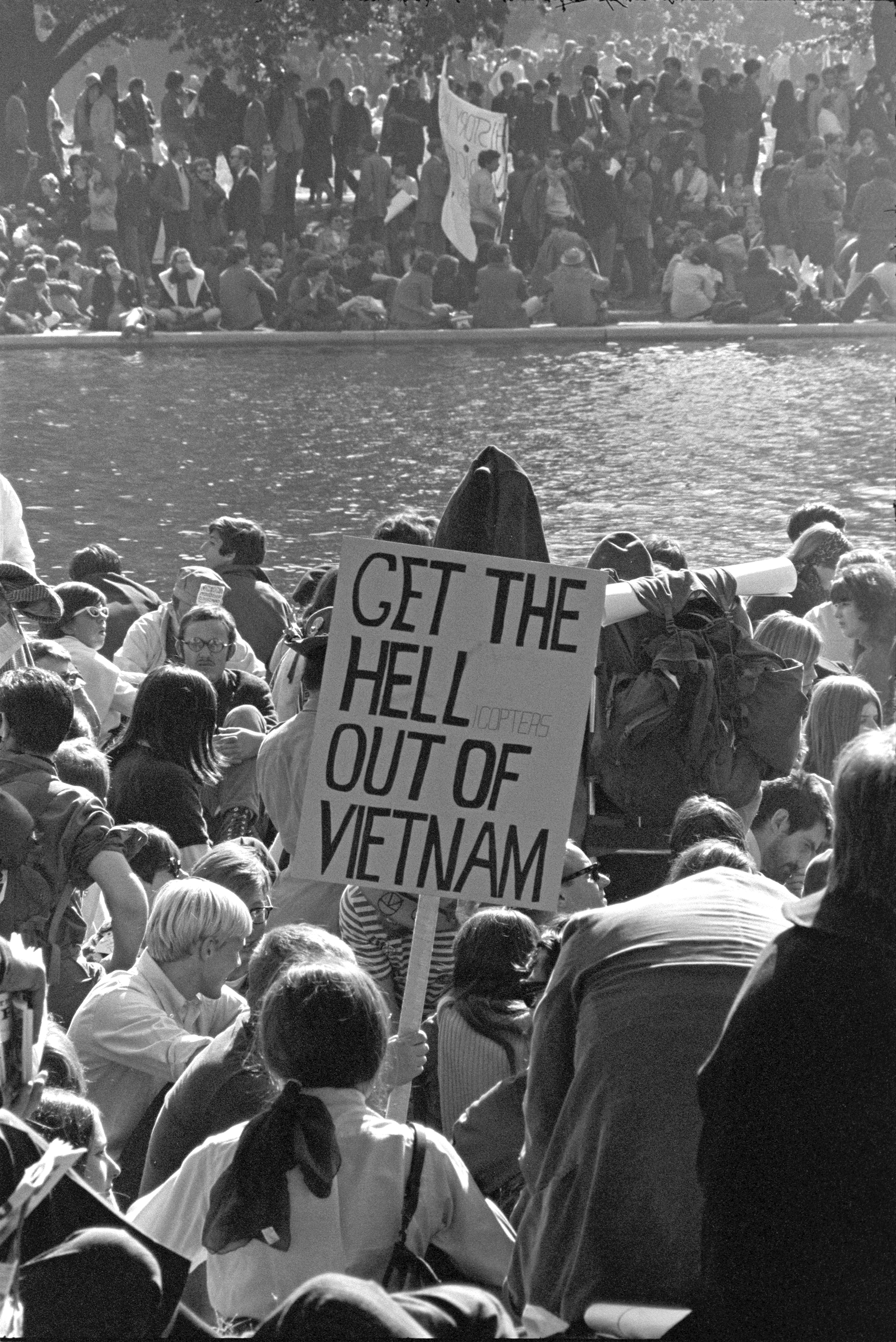
ペンタゴン大行進の参加者

Mobeは、1967年10月21日に行われるワシントンD.C.での大規模デモを計画した。これは、リンカーン記念館近くのウェストポトマック公園で集会を開いた後、ペンタゴン（国防総省本庁舎）まで行進し、ペンタゴンの入口の階段で市民的不服従を行った後に、ペンタゴンの駐車場で再度集会を開くというものだった。このデモは、「ペンタゴン大行進」(March on the Pentagon)と呼ばれた。
Mobeのコーディネーターのデイヴィッド・デリンジャーは、大学生をこのデモに引き込むために、カリフォルニア大学バークレー校でベトナム反戦運動を率いていたジェリー・ルービンにデモの組織化を任せた。
リンカーン記念館での集会には約7万人が参加し、フォークシンガー、フィル・オクスによるコンサートや、デイヴィッド・デリンジャー、ベンジャミン・スポックによる演説が行われた。集会の後、アビー・ホフマンに率いられた5万人がペンタゴンに向かって行進し、2回目の集会に参加した。
小説家ノーマン・メイラーを含む約650人が、ペンタゴンの入口で市民的不服従を行ったことにより逮捕された。アレン・ギンズバーグ、エド・サンダース、アビー・ホフマン、ジェリー・ルービンら一部の参加者は、「悪魔払いによりペンタゴン内部の悪を追い出す」として、瞑想と詠唱によってペンタゴンを「空中浮揚」させようとした。

### 1968年民主党全国大会でのデモ活動
ペンタゴン大行進に続いて、Mobeは1968年8月にシカゴで開催される民主党全国大会でのデモ活動を計画した。この大会では、現職のリンドン・ジョンソンが2期目のための大統領選挙候補に選出されると見込まれていた（実際には、ジョンソンは1968年3月に大統領選挙不出馬を表明した）。
民主党全国大会ではいくつかのグループがデモ活動を行った。しかし、シカゴ市長リチャード・J・デイリーが警察を動員してデモ活動の阻止を大々的に行うと予想されたため、デモ参加者は1万人程度に留まった。後にデモの主導者として起訴された7人、いわゆる「シカゴ・セブン」の大半はMobeの関係者だった。

### その後の活動
1968年11月の大統領選挙では、共和党のリチャード・ニクソンが当選した。1969年1月のニクソンの就任式に対抗して、Mobeは「反就任式」(counter-inaugural)デモを行った。このデモには1万人が参加し、一部の参加者は暴徒と化した。その後、Mobeは解散した。
1969年7月、クリーブランドのケース・ウェスタン・リザーブ大学で開かれた会議で「ベトナム戦争終結のための新動員委員会」(New Mobilization Committee to End the War in Vietnam、New Mobe)が組織された。New Mobeは、ベトナム・モラトリアム委員会や学生動員委員会(SMC)とともに、1969年10月15日にベトナム戦争終結のためのモラトリアムを実施し、その他にも1969年11月15日のワシントンD.C.での大規模デモなど、全米でベトナム戦争反対のデモ活動を実施した。

## Mobeを題材とした作品
- 『夜の軍隊』(The Armies of the Night) - ノーマン・メイラーのノンフィクション小説。ペンタゴン大行進を題材とする。
- 『マイアミとシカゴの包囲』(en:Miami and the Siege of Chicago) - ノーマン・メイラーのノンフィクション小説。1868年の民主・共和両党の全国大会を題材とする。
- 『シカゴ7裁判』(The Trial of the Chicago 7) - 2020年の映画。シカゴ・セブンの裁判を題材とする。